# Heterospilus corrugatus
Heterospilus corrugatus (лат.) — вид наездников рода Heterospilus из подсемейства Doryctinae семейства бракониды (Braconidae). Встречаются в Центральной Америке: эндемик Коста-Рики (национальный парк Корковадо).

## Описание
Мелкие перепончатокрылые насекомые, длина 3,0 мм. Голова и грудь тёмно-коричневые (поплеврон и низ мезоплеврона светлее, до жёлтого); ноги и скапус жёлтые (скапус без коричневой латеральной продольной полоски), флагеллум базально жёлтый, но с апикальным коричневыми флагелломерами. Метасомальные тергиты коричневые. Вертекс и лоб поперечно бороздчатые; 4-7-й метасомальные тергиты гладкие. Скутеллюм и лицо бороздчатые; мезоплеврон гранулированный. Маларное пространство меньше чем 0,25 от высоты глаза. Жгутик усика состоит из 25 сегментов. Расстояние между оцеллием и сложным глазом равно примерно 2,5-кратному диаметру бокового оцеллия. Яйцеклад примерно равен длине 1-2 тергитов брюшка. В переднем крыле развита радиомедиальная жилка. Передняя голень с единственным рядом коротких шипиков вдоль переднего края. На задних тазиках ног есть отчётливый антеровентральный базальный выступ, вертекс головы сбоку у глаз нерезко угловатый. Предположительно, как и другие виды рода Heterospilus, паразитируют на жуках или бабочках. Вид был впервые описан в 2013 году американским гименоптерологом Полом Маршем (Paul M. Marsh; Норт-Ньютон, Канзас, США) с группой американских коллег-энтомологов (Wild Alexander L., Whitfield James B.; Иллинойсский университет в Урбане-Шампейне, Эрбана, Иллинойс, США) и назван corrugatus по признаку бороздчатости мезоскутума. От близких видов Heterospilus corrugatus отличается строением бороздчатого и гранулированного мезоскутума, гранулированными 3-4 тергитам брюшка, а также жилкованием крыльев (жилка r переднего крыла короче, чем жилка 3RSa; в заднем крыле присутствует жилка SC+R, а жилка M+CU короче жилки 1M).